# 裂羽鳞毛蕨
裂羽鳞毛蕨（学名：Dryopteris toyamae）为鳞毛蕨科鳞毛蕨属下的一个种。

## 扩展阅读
- 維基物種上的相關：裂羽鳞毛蕨